# Majed Moqed
Majed Mashaan Moqed (arab. ‏ماجد مشعان موقد‎, transliteracja: Moqued; ur. 18 czerwca 1977 w Al-Nakhil, zm. 11 września 2001 w Arlington) – saudyjski terrorysta, zamachowiec samobójca.

## Życiorys
Jeden z pięciu porywaczy samolotu linii American Airlines (lot 77), który uderzył w Pentagon, w czasie zamachów z 11 września 2001 roku. Studiował prawo, zanim w 1999 roku wstąpił do Al-Kaidy.